# 村上嘉広
村上 嘉広（むらかみ よしひろ、1982年12月23日 -）は京都府出身の日本の柔道家。現役時代は66kg級の選手。身長は162cm。得意技は大内刈。

## 経歴
柔道は5歳の時に始めた。桂中学から天理高校へ進むと、3年の時にはインターハイ60kg級決勝で比叡山高校3年の米富和郎を破って優勝を飾った。天理大学へ進学すると、3年の時には体重別の66kg級決勝で府中刑務所の重松誠司を破って優勝を飾ったが、世界選手権代表には選出されなかった。体重別団体では3位だった。4年の時には体重別団体で3位になると、講道館杯でも3位に入った。2005年には警視庁に入庁すると、2006年の全国警察柔道選手権大会では優勝を飾った。

## 主な戦績
- 2000年 - インターハイ 優勝60kg級
- 2003年 - 体重別 優勝
- 2003年 - 体重別団体 3位
- 2004年 - 体重別団体 3位
- 2004年 - 講道館杯 3位
- 2006年 - 全国警察柔道選手権大会 優勝
- 2007年 - 全国警察柔道選手権大会 3位

(出典、JudoInside.com)